# Roncus dallaii
Espèce
Roncus dallaii est une espèce de pseudoscorpions de la famille des Neobisiidae.

## Distribution
Cette espèce est endémique de Sardaigne en Italie. Elle se rencontre vers Orroli.

## Étymologie
Cette espèce est nommée en l'honneur de Romano Dallai.

## Publication originale
- Callaini, 1979 : Note preliminari sugli pseudoscorpioni della Sardegna: Roncus dallaii, nouva specie della sardegna meridionale. (Notulae chernetologicae, 1). Redia, vol. 62, p. 111-120.